# Patroíno
Patroíno (em latim: Patroinus; em grego: Πατρώινος; romaniz.: Patróinos) foi um oficial romano dos séculos IV e V, ativo durante o reinado do imperador ocidental Honório (r. 395–423)

## Vida
Patroíno era irmão de Petrônio, com que recebeu as epístolas vii 102 (final de 398), 103 (398/399), 104 (começo de 399), 110 (começo de 401) e talvez 127 (datação incerta), todas elas de Quinto Aurélio Símaco. Casou-se com uma nobre de nome desconhecido que em 397 adoeceu e recebeu uma epístola de Símaco (viii 19.2) sugerindo que fosse procurar a cura em Roma.
Ele talvez foi uma pessoa influente na corte em Ravena, enquanto seu irmão ocupou posição na administração provincial. Símaco refere-se a ele como homem espectável, o que indica que reteve ofício nesse período, embora seja incerto qual. Em 401, quando tornar-se-ia conde das sagradas liberalidades, adquiriu o estatuto de ilustre. Em ofício, recebeu as epístolas vii 126 (sobre as propriedades apúlias pertencentes aos herdeiros de Arádio Rufino) e talvez vii 121, 125, 127, 128. Parece ter permanecido em ofício até 13 de agosto de 408, quando foi assinado com outros ministros de Honório por soldados rebeldes em Ticino.